# Littérature d'Alphonse X le Sage

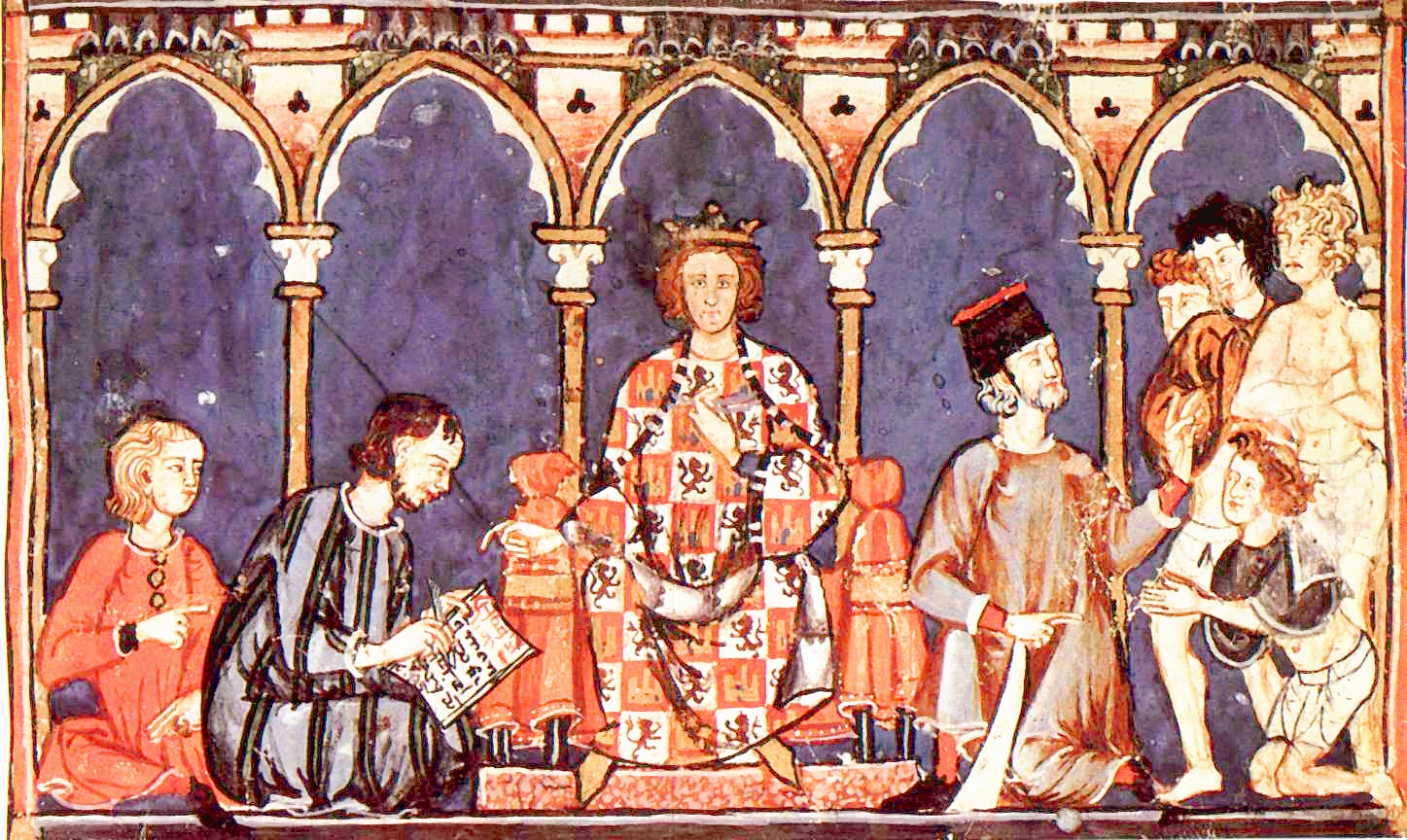
Alphonse X le Sage avec ses collaborateurs dans le scriptorium royal.

Par littérature d'Alphonse X le Sage, on entend toute l'œuvre littéraire de caractère lyrique, juridique, historique, scientifique et récréatif réalisée par le scriptorium du roi Alphonse X de Castille au XIIIe siècle.
Alphonse X a soutenu, supervisé et souvent participé de sa propre écriture et en collaboration avec un ensemble d'intellectuels latins, juifs et musulmans connu comme l'École des Traducteurs de Tolède, à la composition d'une très vaste œuvre littéraire qui dans une large mesure marque le début de la prose en castillan.
Les manuscrits alphonsins sont des volumes luxueux, d'une grande qualité calligraphique et illustrés profusément de miniatures. Ils étaient destinés à de puissants nobles qui pouvaient assumer le coût de ces codex. Ces amateurs de beaux volumes partageaient le projet d'usage du castillan comme instrument politique au service de la cour, alors que les livres utilisés par les Universités médiévales étaient moins chers, plus maniables et écrits généralement en latin, langue en usage chez les lettrés.
La variété géographique de la langue utilisée est celle de Tolède dans la seconde moitié du XIIIe siècle, qui est devenue ainsi la base de la langue utilisée désormais dans la prose en castillan. Cependant il faut noter que sur le terrain de la lyrique, Alphonse X a utilisé le galaïco-portugais, langue dans laquelle sont écrites les Cantigas de Santa María.

## Œuvres lyriques
Nous avons un ensemble de poèmes de « escarnio y maldecir » écrits en langue galaïco-portugaise. Ce sont des cantigas d'escarnho e maldizer, œuvres du monarque et adressées à de grands personnages tant ecclésiastiques que laïcs et autres troubadours. On y trouve plusieurs invectives contre Pero da Ponte, poète de la cour de son père Ferdinand III le Saint, invectives qui seraient les échos d'une dispute survenue peut-être au temps où Alphonse était encore prince. Le style de ces cantigas d'escarnho est burlesque et spirituel et ne s'éloigne pas du ton satirique et même insolent contre ceux qui avaient été des opposants au futur roi.
Mais ce sont les Cantigas de Santa María qui constituent le chef-d'œuvre lyrique du roi sage, et possèdent un grand intérêt tant du point de vue littéraire que musical et plastique.

### Cantigas de Santa María

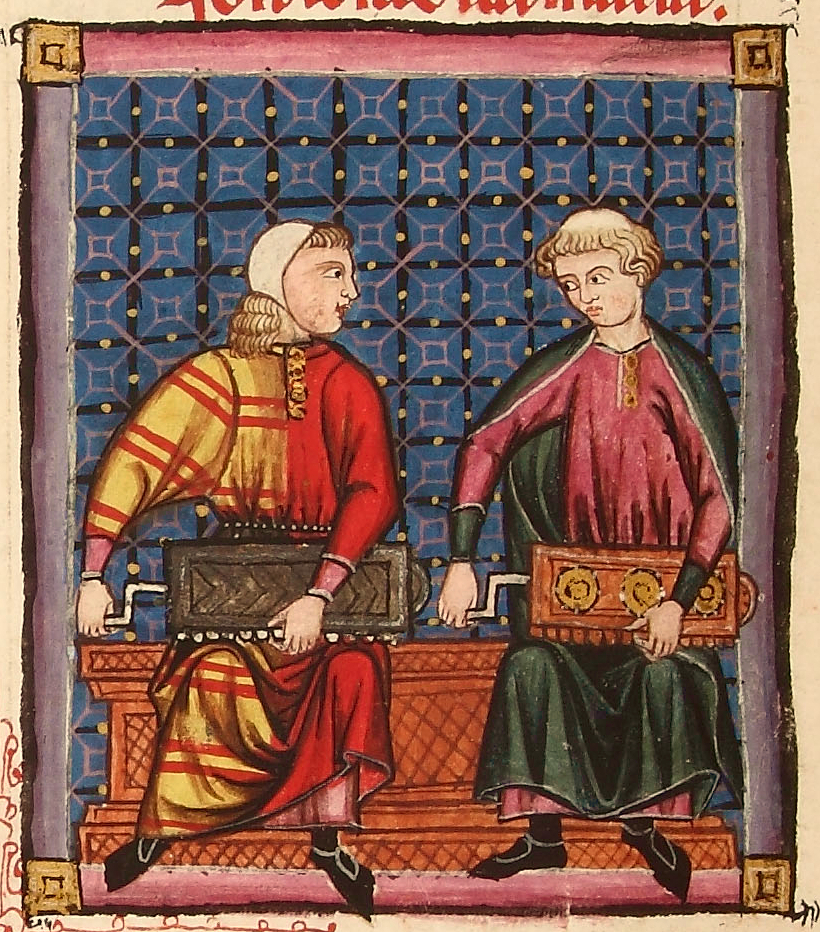
Miniature des Cantigas de Santa María.

L'unique production littéraire alphonsine non écrite en castillan est cette œuvre d'inspiration mariale et de caractère lyrique, qui emploie le galaïco-portugais. Beaucoup des cantigas de ce livre ont été composées par Alphonse X de sa propre main. On perçoit un ton personnel dans certaines des cantiques qui adoptent le caractère d'hymnes de louange à la Vierge. De même, dans plusieurs des récits apparaît le monarque lui-même ou ses proches comme protagonistes.
Le texte est composé de 427 poèmes narratifs et lyriques qui adoptent une métrique très variée, basée sur la structure de la chanson avec refrain ou rondeau. La majeure partie d'entre eux relatent un miracle ou un acte traduisant la sainteté, souvent à base d'épisodes légendaires, comme il était habituel dans les vies de saints. Cependant, dix pour cent de ces cantiques sont des «cantiques de louange», ou hymnes à la Vierge. Ces cantigas de louange sont accompagnées d'une notation musicale, et constituent un des monuments de la musique médiévale espagnole.
De plus, les quatre codex que nous possédons (un à la Bibliothèque de Florence, deux à la Bibliothèque de l'Escorial, le dernier à la Bibliothèque nationale d'Espagne) constituent un des meilleurs exemples de miniatures gothiques conservées.
À partir du cantique numéro quatre-cents, le contenu cesse d'être formé principalement de légendes miraculeuses pour prendre la forme d'un calendrier religieux chrétien qui reflète une série de moments de type liturgique, concernant des célébrations mariales.

## Œuvres en prose

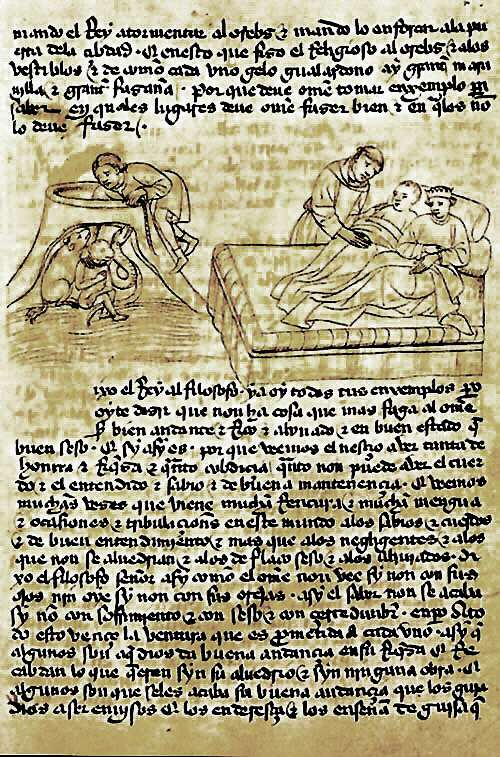
Manuscrit de Calila e Dimna

Avant 1252, date du couronnement, le prince Alphonse, en plus d'écrire les cantigas de escarnio et, très probablement, quelques-uns des hymnes de louange à la Vierge, a patronné un livre de contes exemplaires (ou exempla): le Calila y Dimna. C'est un des premiers exemples (en compagnie de Sendebar) de l'adaptation de l'art arabe du conte à la littérature en castillan et, si nous exceptons les récits contenus dans les chroniques alphonsines provenant des chansons de geste ou de légendes, c'est l'unique œuvre de fiction provenant du mécénat d'Alphonse X.
La première œuvre de contenu religieux due au patronage d'Alphonse X le Sage, bien que non écrite dans sa version finale en langue romane, fut une compilation faite à la demande du roi par Bernardo de Brihuega, un chanoine de Séville, qui a réuni un ensemble d'hagiographies (vies de saints) en latin.
Il faut également signaler que quelques-unes des œuvres de grand intérêt ont été perdues, comme la version de la légende arabe de la vision de Mahomet du ciel et de l'enfer. Nous connaissons cette œuvre dans sa version française intitulée Livre de l'eschiele Mahomet qui fut élaborée, selon ce qu'indique le prologue, en 1264 à la demande d'Alphonse X à partir de l'original castillan. Le texte a eu une grande diffusion dans l'Espagne du XIIIe siècle. Ainsi, un résumé fut adapté en latin par Rodrigo Jiménez de Rada dans l' Historia arabum puis ira s'ajouter aux matériaux de la Estoria de España (chapitres. 488 y 489).

### Œuvres juridiques
Alphonse X sentit la nécessité d'unifier le corpus du droit qui était employé dans le royaume de Castille, qui allait du droit romain de l'Antiquité tardive, en passant par le droit wisigothique jusqu'au droit coutumier asturo-léonais et castillan. Pour cela, il a utilisé un code inspiré du Code justinien, qui était celui qui était enseigné à l'Université de Bologne et dans les écoles juridiques du sud de la France, dans un essai de systématisation codifiée. Correspondent à cette entreprise les traités suivants:

#### Fuero real
Le Fuero real fut rédigé vers 1252 et répond à l'obligation de doter d'une législation unique les cités castillanes récemment reconquises. C'est un corpus juridique influencé par le Liber Iudiciorum, qui constituait à ses débuts un fuero local accordé aux cités de Aguilar de Campoo et Sahagún en 1255. Il est également appelé Fuero del libro, Libro de los concejos de Castilla et Fuero castellano.
Le code n'a jamais été un droit castillan proprement dit, mais uniquement un fuero concédé par le roi à certaines cités selon sa fantaisie, habituellement pour le bénéfice du commerce de celles-ci et pour assoir le pouvoir de la couronne face au féodalisme de l'époque. Des localités comme Peñafiel, Santo Domingo de la Calzada, Béjar ou même Madrid les ont reçus sous forme de droit local exclusivement. Cependant, il s'est converti rapidement en droit castillan de facto. Les règles promulguées étaient plus claires, concises et justes que celles qui régissaient les grandes cités du Royaume de Castille, soumises à l'arbitraire des seigneurs ou des tribunaux locaux. Bien que son implantation n'ait pas été exempte de polémiques, Alphonse X imposa dans certains cas le Fuero real au-dessus des normes locales, affrontant parfois la noblesse, et enfin est arrivé à éliminer des privilèges qui, à son idée, s'opposaient à un bon gouvernement.

#### Espéculo
La datation du Espéculo repose sur une mention qui date de 1255. Cette œuvre pose les fondements légaux théoriques pour construire un corpus juridique argumenté. C'est peut-être aussi le point de départ des autres œuvres juridiques alphonsines. Sa rédaction resta inachevée, et une grande partie de ses matériaux s'est retrouvée dans son œuvre majeure sur le plan du Droit, les Siete Partidas.
Il n'a jamais été promulgué et les circonstances de sa composition ne sont pas claires. Il est possible que cet ouvrage représente une ébauche d'une section des Siete Partidas, bien que certains critiques argumentent que c'est une œuvre composée durant le règne de Sanche IV ou de son fils Ferdinand IV.

#### Setenario
Le Setenario présente une forme de miscelánea (mélanges). Dans la ligne d'un miroir des princes (speculum principis), le Setenario, probablement imaginé par Ferdinand III le Saint, commence comme un livre de droit canonique, dont la structure est construite sur le chiffre magique de sept.
De plus, il contient des informations de caractère encyclopédique sur les sacrements, destinées aux prêtres et des réflexions variées autour du culte de la nature d'un point de vue païen. À cause de ce caractère mixte, la critique a hésité pour décider du genre littéraire sous lequel il fallait le classer.

#### Siete Partidas
Il s'agit de l'œuvre la plus ambitieuse d'Alphonse X dans ce domaine. Composée entre 1256 et 1265, elle recueille les fondements théoriques des œuvres juridiques antérieures et formule un code juridique de caractère universel et d'application générale dans le royaume de Castille, code qui régule la vie de la Castille dans tous les domaines, tant religieux que civil.
Cette base juridique s'est prolongée durant des siècles, et son influence se fait sentir jusqu'à nos jours. Les Partidas n'ont pas été promulguées du vivant d'Alphonse X, car il n'a pas réussi à terminer une édition définitive. L'ouvrage est divisé en sept parties:

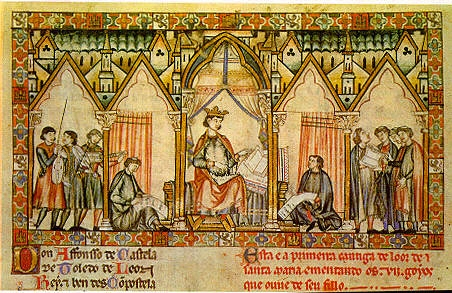
Alphonse X le Sage et las Partidas.

- Première partie : Aborde les fondements du droit et s'occupe essentiellement du droit canonique.
- Seconde : Traite de la question du gouvernement et des relations juridiques entre seigneurs et vassaux.
- Troisième : Droit procédural et droit civil.
- Quatrième : Droit du mariage, de la famille, des lignages et des états sociaux.
- Cinquième : Droit du commerce.
- Sixième : Droit testamentaire et de la succession.
- Septième : Droit pénal.

Les sections dans lesquelles l'ouvrage est divisé, ne sont pas des compartiments étanches. Il est organisé cependant en titres (182) et lois (2479), celles-ci précédées par un en-tête qui indique le contenu de manière plus ou moins approximative.
Ses sources proviennent du droit antérieur de Léon (le Fuero Juzgo), et des œuvres juridiques du monarque lui-même, ci-dessus citées, le Fuero real et très probablement le Espéculo. Pour la « Première partie », on a refondu le Setenario, probable ébauche de cette section.
L'ont influencé le Corpus iuris civilis de Justinien et la législation pour la vie ecclésiastique, fondamentalement le Décret de Gratien et les collections canoniques ou Décrétales.
Les sources ecclésiastiques ne manquent pas, ainsi les enseignements des exempla de la Disciplina clericalis de l'intellectuel nouveau chrétien Pierre Alphonse. Également, les Partidas recueillent du matériel tiré d'œuvres à caractère sapiencial comme les Bocados de oro.
Du point de vue littéraire, la prose juridique ne s'éloigne pas trop des autres genres médiévaux, qui ont influencé puissamment sa gestation, comme c'est le cas du poema de debate.

### Œuvres historiques

#### Estoria de España

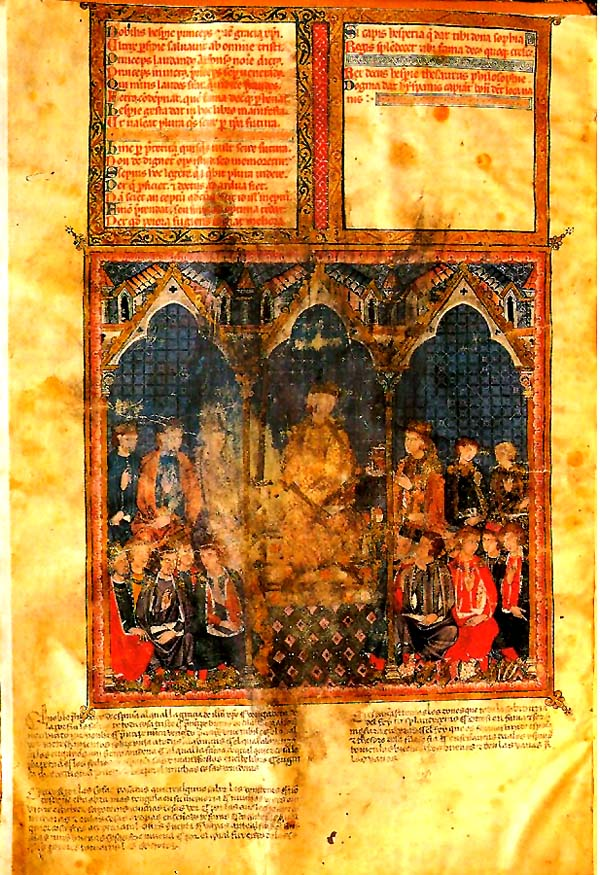
Manuscrit de la Estoria de España.

L'Estoria de España, connue dans l'édition de Menéndez Pidal comme Primera Crónica General, constitue la première Histoire de l'Espagne complète en langue romane. Son contenu couvre chronologiquement depuis les origines bibliques et légendaires de l'Espagne jusqu'à l'histoire immédiate de la Castille sous Ferdinand III.
L'œuvre a eu deux rédactions. La première a commencé peu après de l'arrivée sur le trône du roi castillan (1260) et se termine vers 1274 et la seconde, appelée Versión crítica, a été élaborée entre 1282 et 1284, date de la mort du monarque.

#### Grande e general estoria
La General estoria est une œuvre très ambitieuse qui aspire à être une histoire universelle. L'œuvre est restée inachevée puisqu'elle s'interrompt à la sixième partie. Sa rédaction a été entreprise, semble-t-il, peu après 1272, quand l’Estoria de España était déjà bien avancée. Il est possible qu'Alphonse X ait voulu intégrer celle-ci dans la General estoria, mais le résultat le plus immédiat est que la mise en œuvre de cet autre grand projet historiographique a retardé et même a empêché de conclure dans une forme définitive l’Estoria de España, cela à cause du grand nombre d'intellectuels qui ont dû se consacrer à cette seconde grande entreprise historique.
Bien qu'elle ait des sources et des caractéristiques communes avec l’Estoria de España, dans le cas présent, on a privilégié l'intérêt pour les livres d'histoire de la Bible et des historiens classiques disponibles dans le scriptorium royal, tels que Ovide (dont on a extrait des fragments de ses Métamorphoses) ou le Pseudo-Callisthène qui amenait des informations sur la vie d'Alexandre le Grand.
Le propos de l'œuvre apparaît dans le texte suivant :
| « [historiar] todos los grandes fechos que acasçieron por el mundo a los godos e a los gentiles e a los romanos e a los bárbaros e a los judíos e a Mafomat, a los moros de la engañosa fee que él levantó, et todos los reyes d´España, desd´el tienpo que Joachín casó con Anna e que Hoctaviano Çésar començó a regnar fasta el tienpo que yo començé a regnar, yo, don Alfonso, por la gracia de Dios, rey de Castilla. » | « [rapporter] tous les grands faits qui se sont déroulés dans le monde des goths et des gentils, des romains et des barbares, des juifs et Mafomat, des maures à la foi trompeuse qu'il a suscitée, et de tous les rois d´Espagne, depuis l'époque où Joachim a épousé Anne et où Octave César a commencé à régner jusqu'à l'époque où j'ai commencé à régner, moi, don Alphonse, par la grâce de Dieu, roi de Castille. » |

De la même façon que pour l’Estoria de España, le but recherché est de situer sa monarchie dans l'histoire depuis l'origine des temps jusqu'à son règne, car Alphonse X le Sage ambitionnait le titre d'empereur. Il s'agissait d'un projet politique qui visait à placer la Castille à la tête des royaumes chrétiens de la Péninsule et pour cela le monarque s'appuyait sur une justification historique.

### Œuvres scientifiques

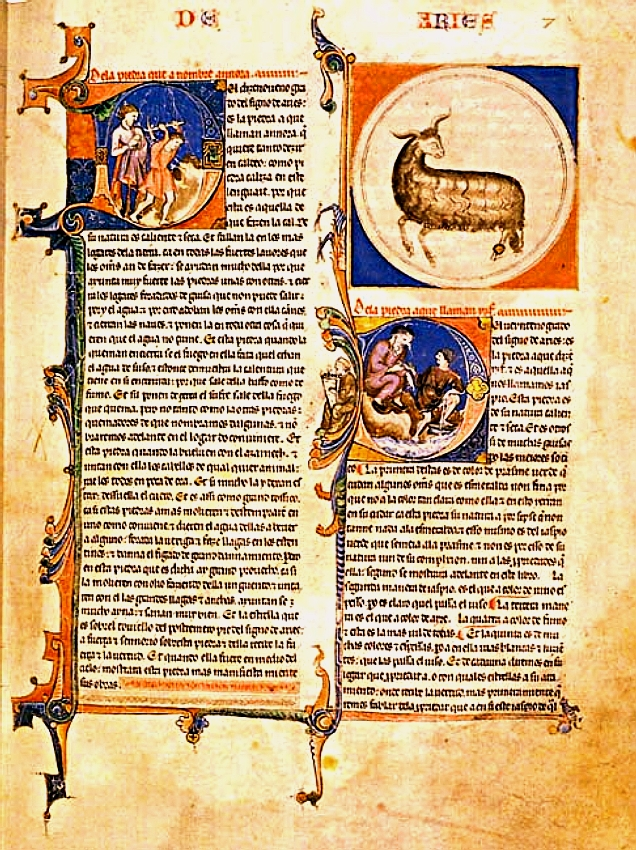
Manuscrit du Lapidario

La production de livres de science du scriptorium royal est variée et exploite les avancées de la science andalouse. Le Lapidario fait la synthèse de l'étude des propriétés des pierres avec la médecine et l'astronomie; le Picatrix constitue un traité de magie hellénistique d'essence néo-platonisante. Mais la majorité de ces livres abordent la science reine de l'époque, l'astronomie, qui à cette époque était une discipline supérieure aux mathématiques, et qui conjuguait ses savoirs avec ceux de l'astrologie. À ce champ des connaissances appartiennent le Libro del saber de astrología — qui rassemble divers traités autour de la fabrication d'instruments d'observation et mesure, comme les astrolabes, la azafea (un type d'astrolabe) de Al-Zarqali et les horloges de Isaac ben Sid —, le Livre de la huitième sphère, le Libro complido en los judizios de las estrellas, le Libro de las cruces (qui traite de l'astrologie judiciaire), les Cánones de Albateni (une traduction du traité arabe de Ibn Yabir al-Battani) et, peut-être, le plus important : les Tables alphonsines, des tables astronomiques qui ont connu une large diffusion dans toute l'Europe.

#### Lapidario
Le Lapidario est un traité de médecine et de magie autour des propriétés des pierres en relation avec l'astronomie, traité rédigé vers 1250 et qui est conservé dans la Bibliothèque de l'Escorial. Il a pu être retraduit, modifié, complété et réorganisé entre 1276 et 1279.
L'œuvre a eu un supplément en 1279 avec le Libro de las formas e imágenes que están en los cielos, plus connu comme Tablas del Lapidario. Le livre est une somme de traités grecs, hélénistiques et arabes compilés probablement par Yehuda ben Moshe, médecin royal et astronome réputé.
Le codex est illustré d'une cinquantaine de miniatures d'animaux du zodiaque. Dans ce type de traités médiévaux d'origine arabe sur les vertus curatives et magiques des pierres, l'astrologie joue un grand rôle, car elle modifiait leurs propriétés.

#### Libro complido en los judizios de las estrellas
Il s'agit d'une adaptation du traité d'Aben-Ragel traduit en 1254 par Yehuda ben Moshe. Il conjugue, comme il est habituel à l'époque, la science de l'astronomie avec l'astrologie. Il s'occupe des signes du zodiaque, des planètes et leurs qualités, des mouvements célestes et de leur influence sur la vie humaine.

#### Tables alphonsines

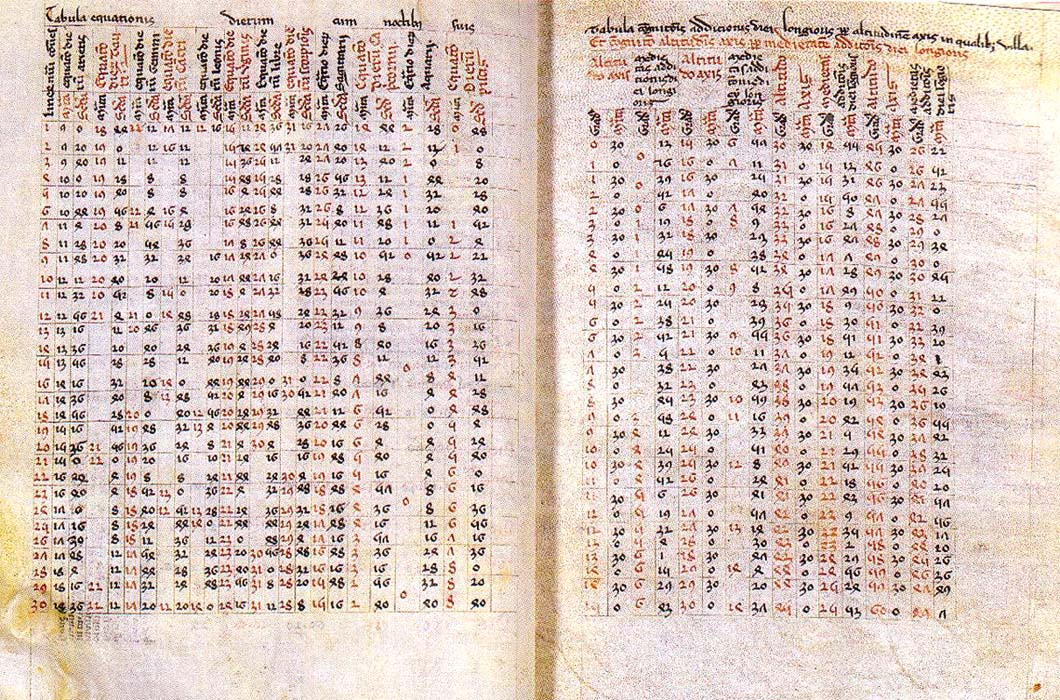
Tables astronomiques d'Alphonse X le Sage.

Ce sont des tables astronomiques qui contiennent les positions exactes des corps célestes à Tolède depuis le 1er janvier 1252, année du couronnement du roi Alphonse, et qui donnent le mouvement des différents corps célestes. L'influence de ces Tables s'est fait sentir en Europe grâce à une révision française du début du XIVe siècle, dont l'usage s'est poursuivi jusqu'à la Renaissance.
L'objectif de ces tables étaient de fournir un outil pratique pour calculer la position du Soleil, de la Lune et des planètes en accord avec le système de Ptolémée. La théorie prévoyait les mouvements au moyen des épicycles et des déférents. Durant longtemps, elles furent la base de tous les éphémérides qui ont été publiés en Espagne.
Les observations originales proviennent de l'astronome arabe cordouan du XIe siècle Al-Zarqali, et leur révision se base sur les observations faites à Tolède par les scientifiques juifs Yehuda ben Moshe et Isaac ben Sid entre 1262 et 1272.

### Œuvres récréatives
Parmi les œuvres sur le sport ou le divertissement des nobles, on trouve un traité de fauconnerie de Muhammad ibn allah al-Bayzar (appelé par les chrétiens Moamín, fauconnier arabe du IXe siècle), le Libro de los animales que caçan, et un livre sur les jeux de société qui décrit et enseigne les échecs (bien qu'il donne des règles un peu différentes du jeu moderne), les dés et les tables. Ces deux derniers jeux nous sont parvenus sous la forme du backgammon et de l'alquerque respectivement.

#### Libro de los juegos

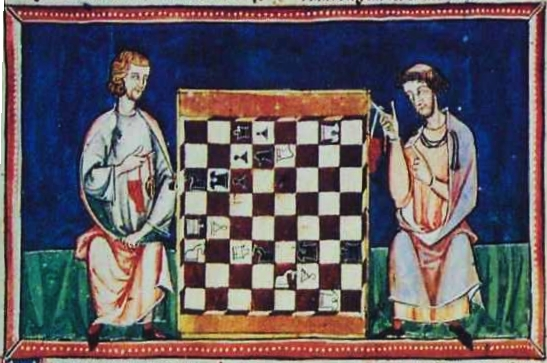
Problème d'échec no 35 du Libro de los juegos.

Appelé également Libro del axedrez, dados e tablas (« Livres des échecs, des dés et des “tables”), dans lequel on trouve le traité du jeu d'échecs le plus ancien conservé en Europe. Il se compose de 98 pages illustrées de nombreuses miniatures qui montrent les positions des jeux.
C'est un des documents les plus importants pour l'histoire des jeux de société. L'unique original connu se trouve à la bibliothèque du Monastère de l'Escurial. Une copie de 1334 est conservée à la bibliothèque de la Real Academia de la Historia.
Cet ouvrage nous informe sur l'état et les règles de plusieurs jeux de pions, tels les échecs à l'époque où le jeu a été introduit dans les royaumes chrétiens par le monde musulman, les « tables » (trictrac), les mérelles, appelées alquerque. Le jeu d'échecs du XIIIe siècle est différent du jeu moderne : il s'agit ici d'un jeu plus lent, avec moins de possibilités d'obtenir une victoire par échec et mat.

### Œuvres perdues
Nous connaissons l'existence d'autres œuvres importantes sorties du scriptorium alphonsin mais qui ne nous sont pas parvenues, au moins dans leur version finale en castillan.
Ainsi la Escala de Mahoma, une œuvre en castillan de 1263, nous est parvenue grâce à un exemplaire en latin et à une traduction en français. Il s'agit d'une traduction, par Abraham Alfaquín, du Kitab al-Miraj (en), qui décrit le Miraj, c'est-à-dire le moment où, selon la tradition musulmane, Mahomet  serait monté aux cieux en compagnie de l'ange Gabriel. Les traductions en latin et en français
 datent de la même année, dues à Bonaventure de Sienne. Ces œuvres permirent à un lectorat profane de découvrir, dès le XIIIe siècle , le prophète Mahomet.
Également, nous possédons le Livre des secrets de nature en français, bien qu'il ait été rédigé en castillan; la préface indique que le roi avait ordonné qu'il soit traduit dans cette langue à partir de l'original grec et d'une version intermédiaire en latin. Du Liber Razielis est seulement conservée la version en latin, traduite en 1259 peut-être par Juan D'Aspa.

## Importance de l'œuvre d'AlphonseX
Le débat sur le degré de participation d'Alphonse X dans l'œuvre qu'il a promue, reste ouvert. Ce qui ne peut être mis en doute, c'est qu'en plus d'être l'animateur, le mécène et le directeur de l'œuvre produite, il a été le responsable du choix des livres qui devaient être composés, et qu'il a supervisé étroitement le résultat final.
On peut affirmer, de plus, qu'il est intervenu dans les questions de style, corrigeant des passages de sa propre main, d'où découle que sa responsabilité dans la fixation de la prose en castillan est d'une extrême importance.
À partir de son œuvre, la norme utilisée en castillan s'est déplacée de celle utilisée dans la région de Burgos à celle de Tolède. Les solutions syntaxiques et lexicales que dut adopter Alphonse X, supposent un notable travail, car elles dérivaient dans une large mesure de la nécessité de traduire des langues possédant une richesse technique et littéraire plus évoluée, comme le latin, l'arabe ou l'hébreu, alors que le romance castillan ne possédait pas une tradition littéraire ni scientifique. Cela concernait tant les carences du vocabulaire que des structures syntaxiques complexes. Cependant, la prose alphonsine a dû utiliser des recours syntaxiques précaires, lorsqu'on les compare avec ceux qu'offraient les langues de culture de cette époque. Malgré tout, l'enrichissement de la prose en castillan a été notable.
La majorité des emprunts lexicaux proviennent du latin et leur incorporation a supposé un accroissement notable du lexique castillan, grâce à l'utilisation de néologismes qui adaptaient facilement leur phonétique aux usages de la langue romance. Quand un mot apparaissait pour la première fois dans le texte, il était défini et à partir de ce moment, il était incorporé naturellement au reste de l'œuvre. Ainsi s'est effectuée, grâce à l'unité du scriptorium alphonsin et au travail de directeur du roi, une normalisation de la langue sur tous les plans.
Il ne faut pas oublier que le mobile de tout ce travail est l'idée de la domination politique de la Castille. Il s'agit de la poursuite d'un projet qui date de la primauté royale et ecclésiastique wisigothe de Tolède et qui trouve sa continuité dans l'ambition d'Alphonse X de réunir les royaumes d'Espagne sous le sceptre impérial. Bien qu'il n'ait pas réussi à être couronné, selon son désir, empereur, la conception même d'une Estoria de España révèle une idée d'unifier les territoires de la Péninsule Ibérique, même si à cette époque cela correspondait plus à une réalité géographique qu'effectivement politique.